# Jan Johan Boswijk
Jan Johan Boswijk (Arnhem, 7 april 1885 - Bilthoven, 6 oktober 1956) was een Nederlandse arts en wethouder.

## Biografie
Boswijk was een zoon van de hoofdonderwijzer en schoolopziener Derk Boswijk en Attje Taekes Rinsema. Hij was gehuwd met Marchien Sparreboom, dochter van de grossier Siebrandus Hermannus Sparreboom en Marchien Bakker uit Nieuwe Pekela.
Boswijk studeerde te Utrecht, waar hij op 1 oktober 1909 zijn artsenexamen deed. Op 17 oktober 1911 vestigde hij zich als huisarts te Oude Pekela, nadat hij gedurende een tweetal jaren voor verschillende collega's de praktijk had waargenomen. Hij was in Oude Pekela meer dan 40 jaar gemeenteraadslid. In 1917 was hij daar wethouder namens de liberalen en van 1946-1953 namens de Partij van de Vrijheid c.q. de VVD.
Dokter Boswijk was voorzitter van de VVD in Oude Pekela en werd beschouwd als de pionier van het liberalisme aldaar. Hij heeft van 1916-1956 zitting gehad in de gemeenteraad. Bij zijn afscheid van de gemeenteraad werd hem op grond van de grote verdiensten aan de gemeente de gemeentelijke erepenning verleend en werd zijn naam bijgeschreven in het ereboek van de gemeente Oude Pekela. Hij was lid van de Commissie voor Georganiseerd Overleg en lid van de Gascommissie. Verder heeft hij diverse functies vervuld in het verenigingsleven in zijn woonplaats. In 1930 werd hij benoemd tot lid van de commissie die zich bezig ging houden met de bestudering van een denkbeeld om te komen tot een betere huisvesting van ouden van dagen. Hij was van 1933-1956 onafgebroken voorzitter van de Nutsspaarbank, was in 1955 voorzitter van het Nutsdepartement, was voorzitter van de kegelclub Concordia. Hij was in 1936 mede-oprichter van een neutrale oranjevereniging. Boswijk maakte ook deel uit van het bestuur van de bridgeclub, van Het Groene Kruis, van Volksonderwijs, van de Handelsvereniging, die in 1921 mede door hem was opgericht, en van nog verschillende andere. Hij is tevens commissaris geweest van de papierfabriek Pekela N.V. aan de Ommelanderwijk.
De sport heeft bij hem ook een grote plaats ingenomen. Al in 1920 was hij in zijn woonplaats voorzitter van de sportcommissie. Onder zijn presidium vond in datzelfde jaar de oprichting plaats van de voetbalclub Willen is Kunnen (WIK). Verder was hij voorzitter van de voetbalvereniging Noordster, mede-oprichter en erevoorzitter van de gymnastiekvereniging Sparta, bestuurder van de tennisclub Ready en van de plaatselijke ijsvereniging.
Boswijk was ook voorzitter van de scheidsrechterscommissie in de afdeling van de KNVB en trad ook zelf als scheidsrechter op. De KNVB benoemde hem tot erelid.
Boswijk heeft in de Tweede Wereldoorlog volop meegewerkt aan het verzet. Hij bood hulp aan Joodse onderduikers. In verband met het verbergen van jodengoederen werd hij op 31 oktober 1942 in het Academisch Ziekenhuis in Groningen gearresteerd door de beruchte Hauptscharführer Robert Lehnhoff van het Scholtenshuis in Groningen. Hij heeft vervolgens tot 22 juni 1943 gevangengezeten. In 1946 was hij medelid van het comité dat zich in Oude Pekela ging inzetten voor het stichten van een monument voor de oorlogs- en andere terreurslachtoffers.
Met ingang van 1 januari 1951 associeerde dokter Boswijk zich met de huisarts Zelverder in zijn woonplaats.
Boswijk is op de leeftijd van 71 jaar onverwacht, tijdens familiebezoek in Bilthoven, 
overleden. Hij is op de algemene begraafplaats in Oude Pekela begraven. Boswijk was Ridder in de Orde van Oranje Nassau.